# Liste der Kulturgüter in Gals
Die Liste der Kulturgüter in Gals enthält alle Objekte in der Gemeinde Gals im Kanton Bern, die gemäss der Haager Konvention zum Schutz von Kulturgut bei bewaffneten Konflikten, dem Bundesgesetz vom 20. Juni 2014 über den Schutz der Kulturgüter bei bewaffneten Konflikten sowie der Verordnung vom 29. Oktober 2014 über den Schutz der Kulturgüter bei bewaffneten Konflikten unter Schutz stehen.
Objekte der Kategorien A und B sind vollständig in der Liste enthalten, Objekte der Kategorie C fehlen zurzeit (Stand: 14. Februar 2024). Unter übrige Baudenkmäler sind geschützte Objekte zu finden, die im Bauinventar des Kantons Bern als «schützenswert» verzeichnet sind.

## Kulturgüter
| Foto |                                                                        | Objekt                                                                  | Kat. | Typ | Standort                         | Beschreibung |
| ---- | ---------------------------------------------------------------------- | ----------------------------------------------------------------------- | ---- | --- | -------------------------------- | --- |
| ja   | Datei hochladen · Wikidata zu Jolimont-Gut mit Nebenbauten (Q19362590) | Jolimont-Gut mit Nebenbauten KGS-Nr.: 09219                             | A    | G   | Jolimont 101–105 573044 / 209803 | Um 1600 erbautes und in den Jahren 1834 bis 1836 umgebautes Herrenhaus von hoher historischer und baugeschichtlicher Bedeutung. Viergeschossiger Putzbau im nachgotischen Stil unter geknicktem Viertelwalmdach. An die Nordseite ist eine klassizistische Veranda aus Holz angebaut, an die Ostseite ein neogotisches Türmchen. Im Innern qualitätvolle Ausstattung (Kassettendecken, Kachelöfen, Böden).                         |
| ja   | Datei hochladen · Wikidata zu Chlosterwald (Q19362589)                 | Chlosterwald, bronze- und eisenzeitliche Grabhügelgruppe KGS-Nr.: 09559 | A    | F   | Jolimont 572351 / 209060         | Prähistorische Grabhügelgruppe (Bronzezeit, Latènezeit) |
| ja   | Datei hochladen · Wikidata zu Kloster St. Johannsen (Q5389716)         | Kloster St. Johannsen KGS-Nr.: 00902                                    | B    | G   | St. Johannsen 41 571910 / 210576 | Ende des 11. Jahrhunderts gegründetes Benediktinerkloster, um 1400 fast vollständig erneuert und im Zuge der Reformation säkularisiert. Die einsturzgefährdete Klosterkirche wurde 1961 abgebrochen und 1970/71 auf neuem Pfahlfundament wiederaufgebaut. Daneben stehen das 1729/30 erbaute Verwaltungsgebäude der Landvogtei und das bis ins 12. Jahrhundert zurückreichende Konventgebäude.                                     |
| ja   | Datei hochladen · Wikidata zu Schloss Zihlbrücke (Q29652091)           | Schloss Zihlbrücke / Château de Thielle KGS-Nr.: 00903                  | B    | G   | Zihlbrücke 14 569260 / 208000    | Um 1270 im Auftrag der Grafen von Neuenburg entstandenes und im ersten Viertel des 14. Jahrhunderts weitgehend neu erbautes Wasserschloss am Zihlkanal. Wehrhaft-repräsentative Anlage mit Palas und Ringmauer um einen trapezförmigen Hof. Der Palas hat an den Aussenseiten weitgehend das mittelalterliche Gepräge mit den markanten Aufsatztürmchen des 15. Jahrhunderts und dem sorgfältigen Bossenquader-Mauerwerk behalten. |

## Übrige Baudenkmäler
Hinweis: Anstelle der KGS-Nummer wird als Objekt-Identifikator (ID) die Grundstücksnummer verwendet.
| ID  | Foto |                 | Objekt                                           | Typ | Standort                               | Beschreibung |
| --- | ---- | --------------- | ------------------------------------------------ | --- | -------------------------------------- | ------------ |
| 3   | BW   | Datei hochladen | Ehemalige Abdankungskapelle (1894)               | G   | Neuenburgstrasse 16 569989 / 208188    |              |
| 124 | BW   | Datei hochladen | Speicher (1915/1919)                             | G   | Ziegelhof 71 572758 / 210381           |              |
| 124 | BW   | Datei hochladen | Bauernhaus (17. Jh.)                             | G   | Ziegelhof 73 572770 / 210383           |              |
| 124 | BW   | Datei hochladen | Ofenhaus (18. Jh.)                               | G   | Ziegelhof 74a 572787 / 210412          |              |
| 124 | BW   | Datei hochladen | Remise und Werkstätte (1924)                     | G   | Ziegelhof 74b 572850 / 210425          |              |
| 223 | BW   | Datei hochladen | Ehemaliger Gasthof (1899)                        | G   | Dorfstrasse 7 570401 / 208582          |              |
| 265 | BW   | Datei hochladen | Wohnhaus (1. Hälfte 19. Jh.)                     | G   | Dorfstrasse 13 570472 / 208643         |              |
| 274 | BW   | Datei hochladen | Ehemaliges Bauernhaus (Ende 19. Jh.)             | G   | Dorfstrasse 18 570519 / 208655         |              |
| 275 | BW   | Datei hochladen | Ehemaliges bernisches Ohmgeldhaus (1823/24)      | G   | Neuenburgstrasse 25 569451 / 207950    |              |
| 319 | BW   | Datei hochladen | Schulhaus (1834)                                 | G   | Dorfstrasse 12 570457 / 208607         |              |
| 319 | BW   | Datei hochladen | Ehemaliges Weinbauernhaus (spätes 16. Jh.)       | G   | Britschenmattstrasse 2 570479 / 208628 |              |
| 319 | BW   | Datei hochladen | Ehemaliges Schulhaus mit Gerichtsstube (1733/34) | G   | Dorfstrasse 14 570470 / 208619         |              |
| 331 | BW   | Datei hochladen | Villa (1890/92)                                  | G   | Jolimont 102 573033 / 209731           |              |
| 331 | BW   | Datei hochladen | Gartenpavillon (um 1890)                         | G   | Jolimont 103a 573115 / 209759          |              |
| 331 | BW   | Datei hochladen | Ofen- und Waschhaus (1824)                       | G   | Jolimont 104 573085 / 209794           |              |
| 335 | BW   | Datei hochladen | Ehemaliges Bauernhaus (1. Hälfte 19. Jh.)        | G   | Dorfstrasse 35 570668 / 208838         |              |
| 452 | BW   | Datei hochladen | Wohnhaus (1823)                                  | G   | Ziegelhof 74 572795 / 210394           |              |